# Мемфис (аэропорт)
Международный аэропорт Мемфиса  (англ. Memphis International Airport; IATA: MEM, ICAO: KMEM, FAA LID: MEM) является совместным военно-гражданским государственным аэропортом, расположенным в 5 км к югу от центрального делового района города Мемфис, город в округе Шелби, штат Теннесси, США.
Международный аэропорт Мемфиса является базой компании FedEx Express, глобальным «SuperHub», который обрабатывает значительную долю грузов перевозчика. Рейсы FedEx из Мемфиса включают в себя десятки городов по всей континентальной части США, а также Анкориджа и Гонолулу, а также многие города Канады, Мексики и городов стран Карибского бассейна. Налажен межконтинентальный транзит грузов по таким направлениям как: Кёльн, Дубай, Париж, Лондон, Сеул и Токио.
С 1993 по 2009 год, Мемфис был крупнейшим по объёму грузоперевозок среди аэропортов мира. Международный аэропорт Мемфиса охватывает площадь 1600 га, и имеет четыре взлетно-посадочные полосы.
- Взлетно-посадочная полоса 18C/36C: 11120 футов × 150 футов (3 389 м × 46 м)
- Взлетно-посадочная полоса 18L/36R: 9.000 футов × 150 футов (2743 м × 46 м)
- Взлетно-посадочная полоса 18R/36L: 9320 футов × 150 футов (2 841 м × 46 м)
- Взлетно-посадочная полоса 9/27: 8946 × 150 футов футов (2727 м × 46 м)